# Thisted
 Denne artikel handler om selve byen Thisted. Ordet Thisted bruges ofte også som en kort betegnelse for Thisted Kommune.

Thisted er en købstad og havneby ved Limfjorden med 13.505 indbyggere  (2025), beliggende i Thy. Byen er centrum i Thisted Kommune, der er en del af Region Nordjylland. Thisted ligger nogenlunde midt i kommunen og har en ca. fem km lang kystlinie langs fjorden. Limfjordsbyen er politisk, økonomisk og kulturelt centrum i kommunen, og Thisted er den største by i Nordvestjylland. Byens hospital, Aalborg Universitetshospital, Thisted, er et af hovedsygehusene i regionen. Sygehuset har en nybygget akutmodtagelse, der betjener hele det Nordvestjyske område.

## Oprindelse til byens navn
Forleddet er gudenavnet Tyr, (jf. tirsdag). Efterleddet er ordet sted, og navnet betyder altså "Stedet viet til Tyr".

## Historie

### Middelalderen
Den første navngivne stormand er Tord Amdisøn, hvis navn findes på en runesten fra 1100-tallet, i dag indmuret i kirketårnets fod. Der er fundet spor af en tidlig middelalderby og handelsplads, fra 1200-tallet, under det nuværende Storetorv og Storegade.
Navnet forekommer vistnok første gang i et brev af 1367 som Thystadth, og byen kaldes i 1374 landsby ("villa"); den omtales sammen med Hovsør i Østerild Sogn som en ladeplads (udskibningssted) for omegnen. Dette tillige med at der ved byen har ligget et kapel og en bispegård, Thistedgaard eller Thisted Bispegaard, hvor biskopperne af Børglum undertiden opholdt sig, er vidnesbyrd om, at byen allerede i middelalderen har været mere end en almindelig landsby. Dens købstadsprivilegier, som den  først skal have fået af en af de sidste Børglumbisper (hvilket også dens segl synes at tyde på), blev bekræftede af Frederik I "for Bisp Stygge Krumpens Skyld" den 10. august 1524, hvorved dens borgere fik samme rettigheder som borgerne i Viborg. Bekræftelsen gentoges allerede 1528, vel nærmest med hensyn til Hovsør, der var Thisteds rival længe efter, at denne var bleven købstad, og selv også for en ganske kort tid blev det. Allerede 1524 havde Thisted borgmester og råd. Rivaliseringen mellem Thisted og Hovsør gav sig det udslag, at borgere fra Thisted under Grevens Fejde, da Skipper Clement havde sendt en mand, Oluf Dus, til Thy for at rejse de lokale til oprør, angreb Jep Friis' gård ”Lyngholm” og brændte gården af. Jep Friis var en af Hovsørs velyndere.
Byen voksede, og den nuværende gotiske kirke "Vor Frue" afløste den mindre romanske kirke omkring 1490. Kirken havde latinskole tilknyttet.

### Renæssancen
Købstadsrettighederne blev bekræftede i 1545, 1560, 1598 og 1648.
I 1552 var det nær kommet til alvorlig konflikt med Kronen, da kongen havde erfaret, at mange i byen, siden han havde givet den købstadsfriheder, egenrådigt havde solgt deres gårde til riddersmænd, præster og andre, hvorved Kronens og byens ret forkrænkedes, hvorfor det blev pålagt borgmester og råd at forbyde sådan handel og at få dem, der havde solgt deres ejendom, til at indfri den igen, eller også skulle de have ejendommene forbrudte. At Hovsør stadig har foruroliget byen, kan vel ses af et kongeligt brev af 15. juli 1572 , hvorved det efter borgernes klage forbydes bønderne i omegnen at drive sejlads og købmandsskab med landkøb imod byens privilegier. Byen blev dog ikke nogen betydelig by i datiden, dertil var sejladsen på Limfjorden for besværlig. Også store Ildebrande som 1608 og 1620 og en betydelig vandflod i februar 1622 hæmmede dens fremvækst. I 1627, da de kejserlige kommissærer kom til byen, havde den 1.276 indbyggere (samt 183 heste, 318 stk. hornkvæg, 349 får og 319 svin). Det 17. århundredes Krige hjemsøgte den som så mange af de jyske byer, navnlig skulle de svenske have huseret svært i Thisted i 1644 og 1658.

### Under enevælden
I 1672 havde byen 1.000 indbyggere. I 1681 klagede Aalborg over, at Thisteds borgere gjorde indgreb i dens handel, og ved forordning af 28. januar 1682 indskrænkedes Thisteds øvrighed til en byfoged, og det blev forbudt den at drive udenlandsk handel. I 1769 havde byen kun 815 indbyggere.
Flere af byens kvinder blev i årene 1696-98 udsat for hekseprocesser, blandt disse kvinder var adelskvinden Ane Søe. Præsten Ole Bjørn var i spidsen for anklagerne. De blev senere tilbagevist af en kongelig kommission og kvinderne frikendt. Ole Bjørn blev landsforvist for sin andel i sagerne.

### Den tidlige industrialisering
Først ved midten af det 19. århundrede, da den havde fået en Havn, begyndte byen at hæve sig. Anlæggelsen af jernbanen bidrog til yderligere fremgang, og gunstigere forhold ved Thyborøn ville gavne den endnu mere.
Thisted havde omkring 1900 årlig 8 markeder: 1 i feb. og 1 i marts med heste, 1 i april og 1 i maj med kreaturer, 1 i juni med heste og uld, 1 i september med heste, kvæg og får, 1 i september med kvæg, får og heste og 1 i oktober med kvæg, får og uld. Torvedag var hver onsdag og lørdag.
Af fabrikker og industrielle anlæg havde byen omkring midten af 1800-tallet: 1 bogtrykkeri, flere kalkbrænderier, 1 jernstøberi, 1 tobaksfabrik, 2 ølbryggerier og 1 brændevinsbrænderi. Af fabrikker og industrier havde byen i 1871: 1 bogtrykkeri, flere kalkbrænderier, 1 skibsbyggeri, 1 jernstøberi, 3 ølbryggerier, 1 brændevinsbrænderi. Af fabrikker og industrielle anlæg havde byen omkring århundredeskiftet: Maskinfabrikken og jernstøberiet "Thy", 3 skibsbyggerier, 1 kradsuldfabrik, 2 uldspinderier, flere dampfarverier, 1 dampmølle, 1 tobaksfabrik, 2 kalkbrænderier, flere ølbryggerier, deriblandt et bayersk ølbryggeri, 1 fællesmejeri, 1 svineslagteri, 2 bogtrykkerier, m. m.
I Thisted blev udgivet 2 aviser: "Thisted Amts Avis" og "Thisted Amtstidende".
Thisteds befolkning var stigende i slutningen af 1800-tallet og begyndelsen af 1900-tallet: 2.342 i 1850, 2.763 i 1855, 3.126 i 1860, 3.552 i 1870, 4.184 i 1880, 5.421 i 1890, 6.072 i 1901, 6.520 i 1906 og 6.804 i 1911.
Efter næringsveje fordeltes folkemængden 1890 i følgende grupper, omfattende både forsørgere og forsørgede: 583 levede af immateriel virksomhed, 238 af jordbrug, 59 af gartneri, 99 af fiskeri, 144 af skibsfart, 2.071 af industri, 1.146 af handel, 705 af forskellig daglejervirksomhed, 241 af deres midler, 132 nød almisse, og 3 sad i fængsel. Ifølge en opgørelse i 1906 var indbyggertallet 6.520, heraf ernærede 493 sig ved immateriel virksomhed, 276 ved landbrug, skovbrug og mejeridrift, 190 ved fiskeri, 3.191 ved håndværk og industri, 1.274 ved handel med mere, 486 ved samfærdsel, 245 var aftægtsfolk, 296 levede af offentlig understøttelse og 69 af anden eller uangiven virksomhed. Ved siden af industri var handel og skibsfart ret vigtige og ville vel være det endnu mere, hvis det lykkedes at gøre Thyborøn Kanal tilgængelig for større skibe. Byen havde tidligere drevet en temmelig anselig handel på udlandet, navnlig England og Norge, men den var nu stærkt aftagende. Efter fiskeriberetningen 1897-98 indbragte fiskeriet i Thisted og landsognet, der havde 25 både, omkring 26.000 Kr.; der fiskedes særlig ål, flynder, sild og torsk.

### Mellemkrigstiden
Gennem mellemkrigstiden var Thisteds indbyggertal voksende: i 1916 6.833, i 1921 7.288, i 1925 7.807, i 1930 8.046, i 1935 8.288, i 1940 8.080 indbyggere. Desuden skete en forstadsudvikling i Thisted Landsogn.
| År                                  | 1916  | 1921  | 1925  | 1930  | 1935  | 1940  |
| ----------------------------------- | ----- | ----- | ----- | ----- | ----- | ----- |
| Thisted købstad                     | 6.833 | 7.288 | 7.807 | 8.046 | 8.288 | 8.080 |
| Tingstrup i Thisted Landsogn        | -     | -     | -     | -     | 154   | 193   |
| Dragsbæk og Torp i Thisted Landsogn | 194   | 224   | 331   | 363   | 327   | 364   |
| Thisted med forstæder               | 7.027 | 7.512 | 8.138 | 8.409 | 8.769 | 8.637 |

Ved folketællingen i 1930 havde Thisted 8.046 indbyggere, heraf ernærede 603 sig ved immateriel virksomhed, 2.738 ved håndværk og industri, 1.512 ved handel mm, 755 ved samfærdsel, 552 ved landbrug, skovbrug og fiskeri, 795 ved husgerning, 873 var ude af erhverv og 218 havde ikke oplyst indkomstkilde.
| Næringsveje           | Landbrug m.v. | Håndværk, industri | Handel og omsætning | Transport | Immateriel virksomhed | Hus- gerning | Ude af erhverv | Uangivet | I alt |
| --------------------- | ------------- | ------------------ | ------------------- | --------- | --------------------- | ------------ | -------------- | -------- | ----- |
| Thisted købstad       | 552           | 2.738              | 1.512               | 755       | 603                   | 795          | 873            | 218      | 8.046 |
| Dragsbæk og Torp      | 70            | 195                | 25                  | 14        | 13                    | 24           | 21             | 1        | 363   |
| Thisted med forstæder | 622           | 2.933              | 1.537               | 769       | 616                   | 819          | 894            | 219      | 8.409 |

### Efterkrigstiden
Efter 2. verdenskrig udviste Thisted en stagnerende befolkningsudvikling. I 1945 boede der 9.425 indbyggere i købstaden, i 1950 9.155 indbyggere, i 1955 8.935 indbyggere, i 1960 8.768 indbyggere og i 1965 8.764 indbyggere. Samtidig skete der en yderligere vækst i forstadsbebyggelserne.
| År                            | 1945   | 1950   | 1955   | 1960   | 1965   |
| ----------------------------- | ------ | ------ | ------ | ------ | ------ |
| Thisted købstad               | 9.425  | 9.155  | 8,935  | 8.768  | 8.764  |
| Dragsbæk og Torp              | 461    | 635    | 1.056  | 1.141  | 1.453  |
| Tingstrup                     | 282    | 282    | *      | *      | *      |
| Dragsbæk by i Tilsted Kommune | -      | -      | 369    | 459    | 770    |
| Thisted med forstæder         | 10.168 | 10.072 | 10.360 | 10.368 | 10.987 |

Byudviklingen bevirkede, at der blev nedsat et byudviklingsudvalg, som udarbejdede en byudviklingsplan for Thisted-egnen omfattende både købstaden og omegnskommunerne.

## Beskrivelse
Bykernen er kendetegnet ved snoede gader, der flere steder rummer pladser og torve med mange forskellige bygninger, der repræsenterer arkitektur fra flere århundreder. Mest kendt er den gotiske kirke fra ca. 1490, flere borgerhuse fra 17-1800-tallet, Det gamle Rådhus fra 1853, tegnet af arkitekt Michael Gottlieb Bindesbøll. Toldboden og jernbanestationen er bygget i 1884.
Byens tidligere administrationsbygning ved Nytorv er bygget i 1917. Museet er fra 1924, og Hovedbiblioteket på Tingstrupvej er en karakteristisk funkisbygning fra 1938, arkitekt Jens Foged. Det nuværende Rådhus er fra 1974. I udkanten af byen ligger gymnasiet fra 1975, arkitekterne Friis & Molkte og Thy Uddannelsescenter 2004, arkitekter Richter & Kjaer. Desuden er der en del moderne byggeri i bymidten, blandt andet et stort center, I.P.Jacobsen Centret, med butikker og moderne lejligheder. Centret er opkaldt efter forfatteren J.P. Jacobsen. Flere stilarter giver hinanden med- og modspil og kan ses koncentreret omkring den store smukke plads midt i byen, Store Torv, hvor der er turistbureau og kunstudstillinger i Det gamle Rådhus, Thisted Museum samt moderne butikker og caféer.

### Andelsbevægelsen og Danmarks første brugsforening
Den danske andelsbevægelse begyndte med Thisted Arbejderforening, og Danmarks første brugsforening blev oprettet i 1866 af provst Hans Chr. Sonne.

## Venskabsbyer
Thisted tog initiativ til, og var den første danske by, der indgik venskabsbyaftaler i 1939. I dag har byen venskabsbyer i alle nordiske lande. Der er regelmæssige udvekslinger af politik og kultur byerne imellem.
- Jõhvi
- Loimaa
- Mosfellsbær
- Skien
- Uddevalla

## Geografi
Thisted ligger på tre højdedrag eller byhøje, delt af to vandløb ned mod Limfjorden. Fra sydvest hæver det første højdedrag sig med Simons bakke, med bydelene Silstrup, Dragsbæk og Tilsted. Disse bydele afgrænses fra centrum af den lille Tilsted Å, "Dragsbækken". På den anden side af åen hæver den dominerende bydel sig, selve det centrale højdedrag, som en langstrakt ås fra Torp og Tingstrup i Vestbyen ned mod byens centrum ved Limfjorden, og den bærer bykernen og hele den gamle købstad ned mod havnen. Lidt øst for byens centrum løber Skinnerup Å, inden den nordøstlige og tredje bydel hæver sig med bydelene Østerbakken, Lerpytter, Fårtoft og Rolighed, i daglig tale Østbyen.
Vest for byen, langs havet, ligger Nationalpark Thy, et område der består af klitheder og anden kystnær flora og fauna. Nationalparken ligger langs Vesterhavet og rummer barsk, storslået og varieret natur.

## Infrastruktur

### Havnen
Havnen midt i byen har flere funktioner, dels som trafikhavn for coastere og almindelig skibstrafik, dels er den rekreativ med lystbådehavn, caféer og restauranter samt servicefunktioner. Fjorden, havnen og strandene ved byen giver plads for aktiviteter som sejlads, badning, surfsport og roning i båd eller kajak samt dykning i Thisted Bredning. Havneområdet er for nylig renoveret og har udsigt over Thisted Bredning til moler klinterne, blandt andet Hanklit, på Mors. Der er lavet cablepark ved Synopalhavnen i Østbyen, dette spot giver mulighed for vandski, funboard mv. og kaldes "Cold Hawaii Inland".

### Jernbanen
Thisted er endestation for Thybanen og var 1904-69 endestation for Thisted-Fjerritslev Jernbane.

### Veje
Ad den store ringvej ledes hovedvejene A11 (Aalborg-Den tyske grænse) og A26 (Aarhus-Hanstholm) til byen.

## Uddannelsesinstitutioner

### Videregående uddannelser udbydes afUniversity College Nordjylland
- Sygeplejeskole
- Pædagogseminarium

### Anden uddannelse og undervisning
Byen har seks skoler: fire folkeskoler, heraf to med overbygning, samt to friskoler.
Der er flere ungdoms-, erhvervs- og videregående uddannelsesinstitutioner i byen: EUC Nordvest, Thisted Gymnasium, Sosu-skolen og Thy Uddannelsescenter med flere uddannelser på akademi-, bachelor- og masterniveau. Et par tusinde studerende tager deres uddannelser på dette campus i byens nordlige udkant. Et nyt kollegium blev en del af uddannelses campus i 2015. Thy-Mors HF & VUC ligger på Munkevej.
Thisted Gymnasium har indviet Teutonersalen i sep. 2012 med plads til gymnasiets 700 elever og ansatte samt til kulturarrangementer, forestillinger og koncerter. Gymnasiet har en stor samling af moderne kunst.

## Erhverv

### Industri
Thisted har en klynge af industrier indenfor fødevareproduktion: Tican Slagteriet, Dragsbæk Maltfabrik, Dragsbæk Magarinefabrik, Thisted Bryghus og Premier Is.
En række virksomheder i og omkring byen er opstået omkring industrialiseringen af landbruget i midten af 1900-tallet. Det gælder Sjørring Maskinfabrik, CSK Stålindustri (har opkøbt det tidl. Thy Stålbyg) og Cimbria Unigrain. Disse fabrikker har alle rødder i landbrugsproduktionen i Thy, og de er alle startet som lokale iværksættervirksomheder og er i dag virksomheder af international betydning.
Slagteriet Tican, kommunens største private virksomhed, er kendt for sin lufttørrede kammerskinke. Thisted Bryghus er kendt for kvalitetsøl og specialprodukter som porseøl og økologisk øl.
Byen har et par moderne hoteller; Hotel Limfjorden med 60 værelser og Hotel Thisted med 25 værelser.

### Sundhed
Thisted har et behandlerhus på havnen, Dokken, som samler en halv snes almene lægepraksisser og har speciallæger og andre sundhedsfunktioner. Dokken er arbejdsplads for knap 50 personer indenfor sundhedssektoren.

## Kultur
Byen har et Musikteater med teaterforestillinger, rytmiske og klassiske koncerter, blandt andet den årlige Thy Kammermusikfestival/Masterclass. Thisted Musikteater har ca. 100 kulturarrangementer om året. Der er op til 450 siddepladser.
Thy teater er et professionelt egnsteater. Det har base i teaterhuset på Frederikstorv og står bag cirka 150 forestillinger om året, en del som turnevirksomhed rundt i kommunen.
Spillestedet Thy er et professionelt ledet regionalt rytmisk spillested med base i Plantagehuset. Spillestedet er dannet af en gruppe af musikalske foreninger indenfor den rytmiske musik.
Plantagehuset er byens og kommunens kulturhus for den folkelige kultur med mange arrangementer hver uge. Plantagehuset har et levende ungdomsmiljø omkring URT (Ungdomsrådet i Thy) og Alive Festival, der afholdes hvert år i august. Plantagehuset er det rytmiske spillested i Thy med øvelokaler og flere foreninger, der arrangerer jazz-, rock- og folk-koncerter i huset med danske og globale musikere. Thy Music Collective er en sammenslutning af bands fra Thy, der bor udenfor Thy, men med rødder på egnen.
Hver sommer er der Thy Rock, en to dages festival i juni, med ca. 10.000 gæster begge dage. Det er Thys største publikums-kulturbegivenhed med hovedsageligt danske poprock-bands.
Thisted Kirkes drenge- og mandskor er berømt for sin meget høje kvalitet. Koret har været på turné i USA og Australien. Koret har medvirket til, at Thisted er et kraftcenter i Danmark for sang og kormusik. Thisted kirkes klokkespil er på 24 klokker, støbt på klokkestøberiet Pierre Paccard i Frankrig, og blev indviet 22. december 2012 .
Kunstforeningen Det ny Kastet står for skiftende udstillinger af moderne kunst. Udstillingerne foregår på Det gl. Rådhus på Store Torv.
Thisted Museum er hovedafdeling for Museum Thy, der også omfatter en række museer i omegnen. Thisted Museum har kulturhistoriske udstillinger samt udstillinger om J.P. Jacobsen og Christen Kold og skiftende udstillinger.
Thisted Musikskole og Thisted Bibliotek er aktive kulturformidlere, begge med afdelinger i Hanstholm og Hurup. Musikskolen bygger ny skole ved siden af biblioteket i Thisted. Begge institutioner indgår i KulturRummet, et projekt til i alt ca. 50 mio. kr., der i samarbejde med Plantagehuset, URT, Christiansgave og Thisted kommunes kulturafdelingen vil skabe et endnu større kulturcentrum i Thisted.
Biografen i Thisted hedder Kino 1-2-3 og viser film året rundt, mere end 3000 forestillinger, med et publikum på over 60.000 mennesker.

## Sport
Byen har et divisionshold i fodbold, samt et liga-hold for kvinder, Thisted FC et håndboldligahold Mors-Thy Håndbold, og desuden er der eliteklubber indenfor svømning, cykling, fægtning og styrkeløft. Thy Cup i håndbold samler hvert år næsten 2000 spillere mellem jul og nytår. Nordvestjysk golfklub, med en af landets allerbedste baner, ligger i Nystrup plantage, ca. 12 km. fra Thisted. De store surf spots kaldet "Cold Hawaii" ligger omkring Klitmøller ca. 14 km. nordvest for byen. Klitmøller er en ret eksklusiv turist-, bade- og surf-by, som er kendt i store dele af Europa. Hvert år holdes store surf events, som world cup, på kysten.
Cykelklubben Thy Cykle Ring har opfostret flere World Tour-ryttere.

## Personer fra Thisted
Adelskvinden Ane Søe boede i byen og på herregårde omkring Thisted. Forfatteren og videnskabsmanden J.P. Jacobsen, der skrev Fru Marie Grubbe og Niels Lyhne samt oversatte Darwin, blev født og døde i Thisted, pædagogen Christen Kold og geografen Malthe Conrad Bruun var fra Thisted, kvindesagsforkæmperen Kirsten Marie Lomborg "Skov-Kirsten" boede i byen. Bertel Budtz Mûller, forfatter og venstrefløjspolitiker, er født i byen. Jacob Paludans romaner Fugle omkring fyret og Jørgen Stein tager udgangspunkt i Hanstholm og Thisted. En af landets mest læste forfattere Bent Haller boede mange år i byen.
Stormesteren i skak Bent Larsen kom fra Thisted, og fodboldlandsholdsspilleren Jesper Grønkjær er fra Thisted. Andre kendte personligheder fra byen er journalisten Mette Starch, journalisten Reimer Bo Christensen, popduoen Junior Senior og bandet Artificial Brothers (vinder af DRs P4 "Rocktoget"). Dj'en Kato samt musikeren Søren Dahl, der gennem flere år har lavet radioprogrammet Café Hack på Danmarks Radios P4, er fra Thisted.
Borgmester har indtil kommunalvalget i 2017 været Lene Kjeldgaard (først V, dernæst K) med Ib Poulsen (DF) som viceborgmester. Udfaldet af valget betød, at Ulla Vestergaard overtog borgmesterposten.
Thistedkredsen har to folketingsmedlemmer: Simon Kollerup (S) og Torsten Schack (V).

## Andet
Ved Beredskabsstyrelsens kaserne står et malet trækors, samt et stort mosaikrelief. Det er mindesmærker rejst af flygtninge fra Litauen i 1947. Lejren er også kendt som Dragsbæklejren.